# Condado de Morrison
O Condado de Morrison é um dos 87 condados do estado americano do Minnesota. A sede do condado é Little Falls, e sua maior cidade é Little Falls.
O condado possui uma área de 2 987 km² (dos quais 75 km² estão cobertos por água), uma população de 31 712 habitantes, e uma densidade populacional de 11 hab/km² (segundo o censo nacional de 2000). O condado foi fundado em 1856.